# Sim Sang-min
Sim Sang-min (21 de maio de 1993) é um futebolista profissional sul-coreano que atua como defensor, atualmente defende o FC Seoul.

## Carreira
Sim Sang-min fez parte do elenco da Seleção Sul-Coreana de Futebol nas Olimpíadas de 2016.